# 1. SK Prostějov
1. Sportovní klub Prostějov – czeski klub piłkarski, grający w drugiej lidze czeskiej, mający siedzibę w Prościejowie.

## Historia
Klub został założony w 1904 jako SK Prostějov. W sezonie 1933/1934 klub po raz pierwszy w swojej historii awansował do pierwszej ligi czechosłowackiej. W sezonach 1935/1936 i 1936/1937 dwukrotnie z rzędu zajął w niej 3. miejsce. W latach 1936 i 1937 grał w Pucharze Mitropa. W pierwszym przypadku odpadł w pierwszej rundzie, a w drugim – w ćwierćfinale. W 1940 roku SK Prostějov awansował do finału Pucharu Czech, jednak przegrał w nim 1:2 i 1:3 z SK Olomouc ASO. W sezonie 1941/1942 wywalczył wicemistrzostwo Czechosłowacji. W sezonie 1945/1946 po raz ostatni zagrał w czechosłowackiej ekstraklasie. Po rozpadzie Czechosłowacji klub występował w drugiej lidze czeskiej w latach 1996–2003.

## Historyczne nazwy
- 1904 – SK Prostějov (Sportovní kroužek Prostějov)
- 1904 – SK Prostějov (Sportovní klub Prostějov)
- 1948 – Sokol Prostějov II
- 1950 – Sokol ČSSZ Prostějov (Sokol Československé stavební závody Prostějov)
- 1953 – DSO Tatran Prostějov (Dobrovolná sportovní organizace Tatran Prostějov)
- 1956 – TJ Slovan Prostějov (Tělovýchovná jednota Slovan Prostějov)
- 1959 – fuzja z DSO Baník Prostějov w wyniku czego powstał TJ Železárny Prostějov (Tělovýchovná jednota Železárny Prostějov)
- 1990 – SK Prostějov fotbal (Sportovní klub Prostějov fotbal)
- 1996 – SK LeRK Prostějov (Sportovní klub LeRK Prostějov)
- 2006 – 1. SK Prostějov (1. Sportovní klub Prostějov)

## Sukcesy
- I liga

wicemistrz 1941/1942
3. miejsce 1935/1936, 1936/1937
- Puchar Czech

finalista: 1940

## Historia występów w pierwszej lidze
| Sezon     | Pozycja      | M  | Pkt. | Z  | R | P  | GZ | GS |
| --------- | ------------ | -- | ---- | -- | - | -- | -- | -- |
| 1934/1935 | 6.           | 22 | 23   | 8  | 7 | 7  | 45 | 48 |
| 1935/1936 | 3.           | 26 | 36   | 16 | 4 | 6  | 66 | 41 |
| 1936/1937 | 3.           | 22 | 29   | 14 | 1 | 7  | 56 | 37 |
| 1937/1938 | 11. (spadek) | 22 | 16   | 5  | 6 | 11 | 39 | 65 |
| 1939/1940 | 7.           | 22 | 20   | 9  | 2 | 11 | 47 | 48 |
| 1940/1941 | 8.           | 22 | 21   | 8  | 5 | 9  | 46 | 43 |
| 1941/1942 | 2.           | 22 | 28   | 11 | 6 | 5  | 57 | 45 |
| 1942/1943 | 11. (spadek) | 22 | 18   | 7  | 4 | 11 | 50 | 58 |
| 1945/1946 | 9. (spadek)  | 18 | 11   | 4  | 3 | 11 | 25 | 64 |

## Występy w Pucharze Mitropa
| Sezon | Runda       | Przeciwko        | I mecz  | II mecz | Dwumecz |
| ----- | ----------- | ---------------- | ------- | ------- | ------- |
| 1936  | 1/8 finału  | SK Admira Wiedeń | 4:0 (D) | 2:3 (W) | 6:3     |
|       | ćwierćfinał | Újpest FC        | 0:1 (D) | 0:2 (W) | 0:3     |
| 1937  | 1/8 finału  | Grasshopper Club | 3:4 (D) | 2:2 (W) | 5:6     |

## Reprezentanci kraju grający w klubie
Stan na czerwiec 2015.
| - Václav Bouška - Rudolf Drozd - Vojtěch Kastl - Rudolf Kos - Oldřich Kvapil | - Jan Melka - Josef Suchý - Lukáš Zelenka - Franz Cisar - Rudolf Hencl |